# Tsin Tang
Tsin Tang (1897-1984) foi um botânico e taxonomista da República Popular da China. O cientista fez parte do "Intitute of Systematic Botany" e da "Academia Sinica" 

## Trabalhos publicados
- Flora reipublicae popularis sinicae , Science Press, 1961, 261p. Tsin, Tang  W. Fa-tsuan
- Flora reipublicae popularis sinicae , Science Press, 1980, 308p. Fa-tauan, Wang  Tang Tsin